# Fabiàn Pedacchio
Fabiàn Pedacchio Leaniz (ur. 12 kwietnia 1964 w Buenos Aires) – argentyński duchowny rzymskokatolicki, prałat honorowy Jego Świątobliwości, osobisty sekretarz papieża Franciszka od 2014 do 2020.

## Życiorys
Święcenia kapłańskie otrzymał 7 grudnia 1992 roku.
W 2007 rozpoczął pracę w Kongregacji ds. Biskupów.
W 2013 roku, po nominacji Alfreda Xuereba na pierwszego sekretarza papieża Franciszka, został wybrany w jego miejsce drugim - osobistym sekretarzem papieskim a w kwietniu 2014, po objęciu przez Alfreda Xuereba stanowiska sekretarza rady ds. ekonomicznych został pierwszym sekretarzem osobistym papieża Franciszka. W 2020 wrócił do pracy do Kongregacji ds. Biskupów, kończąc posługę przy papieżu Franciszku.